# Álvaro Cunqueiro
Álvaro Cunqueiro Mora (Mondoñedo, 22 de dezembro de 1911 — Vigo, 28 de fevereiro de 1981) foi um novelista, poeta, dramaturgo, jornalista e gastrônomo galego, considerando um dos grandes autores da literatura galega.
Os seus pais eram Joaquín Cunqueiro Montenegro, de profissão boticário e Pepita Mora Moirón. Álvaro Cunqueiro é autor de numerosas obras, como "Merlín e familia", bem como da pequena cita "Mil primaveras mais" referindo-se à língua galega.

## Obra

### Em galego
| Poemas | Mar ao Norde                                      | (1932) |
| Poemas | Poemas do si e non                                | (1933) |
| Poemas | Cantiga nova que se chama Riveira                 | (1933) |
| Poemas | Dona do corpo delgado                             | (1950) |
| Prosa  | Merlín e familia                                  | (1955) |
| Prosa  | Crónicas do sochantre                             | (1956) |
| Teatro | O incerto señor Don Hamlet, Príncipe de Dinamarca | (1958) |
| Relato | Escola de Menciñeiros                             | (1960) |
| Prosa  | Se o vello Sinbad volvese ás illas                | (1961) |
| Poemas | A noite vai coma un río                           | (1965) |
| Relato | Xente de aquí e de acolá                          | (1971) |
| Poemas | Palabras de víspera                               | (1974) |
| Relato | Os outros feirantes                               | (1979) |

### Em castelhano
1. Elegías y canciones (1940)
2. Balada de las damas del tiempo pasado (1945)
3. Crónica de la derrota de las naciones (1954)
4. Las mocedades de Ulises (1960)
5. Flores del año mil y pico de ave (1968)
6. Un hombre que se parecía a Orestes (1969)
7. Vida y fugas de Fanto Fantini della Gherardesca (1972)
8. El año del cometa con la batalla de los cuatros reyes (1974)
9. Tertulia de boticas prodigiosas y Escuela de curanderos (1976)